# 25538 Markcarlson
25538 Markcarlson è un asteroide della fascia principale. Scoperto nel 1999, presenta un'orbita caratterizzata da un semiasse maggiore pari a 2,5919475 UA e da un'eccentricità di 0,1593241, inclinata di 5,46300° rispetto all'eclittica.